# Jilotla
Jilotla är en ort i Mexiko.   Den ligger i kommunen Metztitlán och delstaten Hidalgo, i den sydöstra delen av landet, 130 km norr om huvudstaden Mexico City. Jilotla ligger 1 289 meter över havet och antalet invånare är 414.
Terrängen runt Jilotla är huvudsakligen kuperad. Jilotla ligger nere i en dal. Runt Jilotla är det ganska glesbefolkat, med 30 invånare per kvadratkilometer. Närmaste större samhälle är Zacualtipán, 14,6 km nordost om Jilotla. I omgivningarna runt Jilotla växer huvudsakligen savannskog.